# Erlinsbach, Solothurn
Erlinsbach är en kommun i distriktet Gösgen i kantonen Solothurn, Schweiz. Kommunen har 3 691 invånare (2023).
Erlinsbach SO utgör den västra hälften av orten Erlinsbach. Den östra hälften ligger i kommunen Erlinsbach AG i grannkantonen Aargau.
Kommunen bildades 1 januari 2006 genom en sammanslagning av kommunerna Niedererlinsbach och Obererlinsbach. 